# Interne Totalreflexionsfluoreszenzmikroskopie

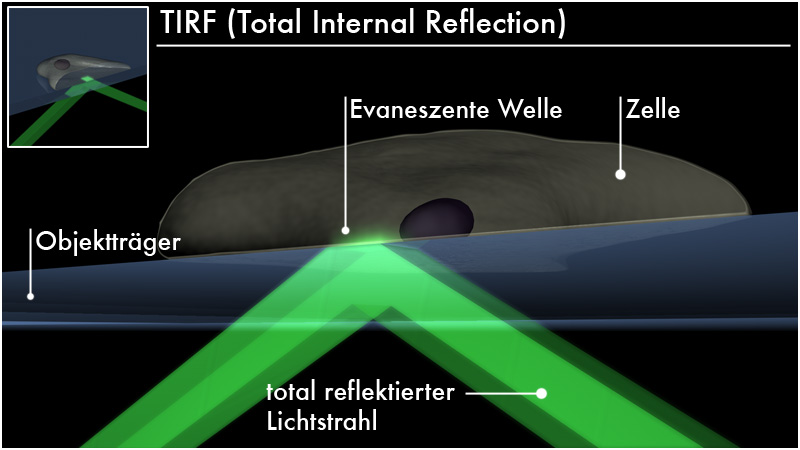
Funktionsschema

Interne Totalreflexionsfluoreszenzmikroskopie (englisch total internal reflection fluorescence microscopy, TIRFM) ist eine spezielle Methode der Lichtmikroskopie, bei der die Fluoreszenz eines Präparats über ein evaneszentes (abklingendes) Feld angeregt wird. Zur Erzeugung des  evaneszenten Feldes wird Licht an der Innenseite eines Reflexionselement (z. B. ein Deckglas oder ein Reflexionsprisma) an der Grenzfläche zum Präparat totalreflektiert. Die Beschränkung auf Beobachtungen nahe dem Deckglas hat TIRF-Mikroskopie mit Interferenzreflexionsmikroskopie gemeinsam.

## Aufbau und Anwendung
Bei TIRFM wird ausgenutzt, dass Licht, das unter einem flachen Winkel auf eine Glas-Wasser-Grenzfläche fällt, total reflektiert wird. Im Wasser hinter dem Glas bildet sich dabei ein evaneszentes Feld aus (also ein Lichtfeld, dessen Intensität exponentiell in die Probe hinein abfällt) mit einer typischen Eindringtiefe für sichtbares Licht von 100–200 nm. Befinden sich dort fluoreszierende Moleküle, die Licht der eingestrahlten Wellenlänge absorbieren können, so werden diese zur Emission von Fluoreszenzlicht angeregt. Dies führt zu einer sehr guten Begrenzung der erzeugten Fluoreszenz auf glasnahe Bereiche; die beobachtete Schicht ist nur 100–200 nm dünn. Dadurch wird eine deutlich bessere Auflösung entlang der optischen Achse (z-Richtung) erzielt als bei normaler Fluoreszenzmikroskopie oder Konfokalmikroskopie (dort je über 500 nm). Allerdings kann auch nur die Schicht direkt hinter dem Glas untersucht werden.
Man verwendet typischerweise ein inverses Lichtmikroskop mit einem Objektiv mit Ölimmersion und sehr hoher numerischer Apertur, beispielsweise 1,45, um einen flachen Einstrahlwinkel erreichen zu können. Dabei wird entweder das Anregungslicht am Rand des Objektivs eingekoppelt, so dass es unter einem flachen Winkel auf das Deckglas fällt (Cis-TIRFM, linke Schemazeichnung), oder man verwendet ein zusätzliches Prisma, an dem sich ein evaneszentes Feld ausbildet (Trans-TIRFM, rechte Schemazeichnung). In der zweiten Realisierung sind die Anforderungen an das Objektiv nicht so hoch, da keine so hohe numerische Apertur benötigt wird.
|  |  |

## Anwendung
Die TIRF-Mikroskopie kann zur Untersuchung von Strukturen genutzt werden, die sich sehr nahe (ca. 200 nm für sichtbares Licht) an einer Oberfläche befinden. Dies können fluoreszierende Moleküle in der Membran einer Zelle oder nahe an dieser sein (siehe Bild oben). Bei klassischer Fluoreszenzmikroskopie würde das oberflächennahe Signal vom Hintergrundstreulicht überdeckt. TIRF eignet sich besonders zur Untersuchung von Exozytose.
Bei Verwendung einer geeigneten Kamera ist TIRFM sensitiv genug, um einzelne fluoreszierende Moleküle zu detektieren. Die Methode wird daher auch benutzt, um einzelne, an einer Glasoberfläche gebundene Moleküle zu beobachten.
TIRFM kann auch in Verbindung mit Fluoreszenz-Korrelations-Spektroskopie (dann als TIR-FCS bezeichnet) oder Single-Particle-Tracking-Techniken verwendet werden, um die Dynamik fluoreszierender Moleküle zu beobachten und zu quantifizieren.